# Organische Elektrochemie
Die organische Elektrochemie befasst sich mit der Synthese von organischen Verbindungen über elektrochemische Redoxreaktionen. Als ihren Ursprung kann man die Kolbe-Elektrolyse im Jahr 1849 ansehen.
Daneben gehören zur organischen Elektrochemie die Methoden der Elektroanalytik, wenn damit organische Verbindungen erfasst werden.

## Grundlagen
Kathodische Reduktionen oder anodische Oxidationen erfolgen am leichtesten an Molekülen mit Pi-Elektronensystemen, wie Alkenen, Aromaten oder an Heteroatom-Doppelbindungen wie C=N, C=O oder C=S. Aus neutralen Molekülen entstehen
- durch Elektronenaufnahme an der Kathode als reaktive Zwischenstufe Radikal-Anionen
- durch Elektronenabgabe an der Anode als reaktive Zwischenstufe Radikal-Kationen

bzw. aus Ionen ungeladene Radikale, die entsprechend weiter reagieren können.
Wichtig für das Erzielen eines bestimmten Reaktionsprodukts ist eine hohe Selektivität der Folgereaktion. Der bevorzugte Reaktionspfad hängt dabei ab von
- der Stromdichte, die durch eine für den Redoxvorgang charakteristische Potentialdifferenz eingestellt wird
- der Konzentration der Reaktanten
- dem Lösungsmittel.

So ist z. B. zu vermeiden, dass die intermediär gebildeten Radikale mit dem Lösungsmittel reagieren, sofern dies nicht gewünscht wird.
Ein Beispiel für eine anodische Umsetzung ist die Dimerisierung von Aromaten:
{\displaystyle \mathrm {2\ Ar-H\longrightarrow Ar-Ar+2\ H^{+}+2\ e^{-}} }

Ein Beispiel für die kathodische Umsetzung ist die Dimerisierung von Acrylnitril zu Adipodinitril:
{\displaystyle \mathrm {2\ CH_{2}=CH-CN+2\ e^{-}+2\ H_{2}O\longrightarrow NC-CH_{2}-CH_{2}-CH_{2}-CH_{2}-CN+2\ OH^{-}} }

Daneben gibt es noch indirekte elektrochemische Umsetzungen, bei der die eingesetzten chemischen Oxidationsmittel bzw. Reduktionsmittel elektrochemisch regeneriert werden. Beispielsweise können bei der Oxidation von Anthracen zu Anthrachinon mit Kaliumdichromat die entstandenen Chrom(III)-Ionen (Cr3+) anodisch wieder zu Dichromat-Ionen (Cr2O72−) oxidiert und so in den Prozess zurückgeführt werden.

## Industrielle Anwendungen
Beispiele sind die Herstellung von
- Adipodinitril als Acrylnitril
- Sebacinsäure bzw. deren Ester über die Kolbe-Elektrolyse aus Bernsteinsäure bzw. aus deren Ester
- Hydrochinon aus Benzol über 1,4-Benzochinon
- Benzaldehyd aus Toluol
- 4-Aminophenol aus Nitrobenzol
- Piperidin aus Pyridin
- 2,5-Dimethoxydihydrofuran aus Furan
- Glyoxylsäure aus Oxalsäure
- organischen Fluorverbindungen über Elektrofluorierung.

### Bücher
- Ole Hammerich, Bernd Speiser: Organic Electrochemistry: Revised and Expanded, 5. Auflage, Talor & Francis Inc 2015, ISBN 978-1420084016
- Toshio Fuchigami, Mahito Atobe, Shinsuke Inagi, Fundamentals and Applications of Organic Electrochemistry: Synthesis, Materials, Devices, Wiley, 2014, ISBN 978-1118653173
- Hartmut Wendt: Organische Elektrochemie, Chemie in unserer Zeit, 19. Jahrg. 1985, Nr. 5, S. 145–155, ISSN 0009-2851
- W.D. Luz, E. Zirngiebl: Die Zukunft der Elektrochemie, Chemie in unserer Zeit, 23. Jahrg. 1989, Nr. 5, S. 151–160, ISSN 0009-2851
- Fritz Beck: Elektroorganische Chemie: Grundlagen u. Anwendungen, Verlag Chemie, Weinheim 1974, ISBN 3-527-25488-9
- Gunther Wittstock: Lehrbuch der Elektrochemie: Grundlagen, Methoden, Materialien, Anwendungen, Wiley 2023, ISBN 978-3527327843.

### Publikationen
- Ming Yan, Yu Kawamata, Phil S. Baran: Synthetic Organic Electrochemical Methods Since 2000: On the Verge of a Renaissance, Chem. Rev. 2017, 117, 21, S. 13230–13319, doi:10.1021/acs.chemrev.7b00397
- A. Wiebe, T. Gieshoff, S. Möhle, E. Rodrigo, M. Zirbes, Siegfried R. Waldvogel: Electrifying Organic Synthesis, Angew. Chem. Int. Ed. 2018, 57, S. 5594–5619, doi:10.1002/anie.201711060
- C. Zhu, N. W. J. Ang, T. H. Meyer, Y. Qiu, Lutz Ackermann: Organic Electrochemistry: Molecular Syntheses with Potential, ACS Cent. Sci. 2021, 7, 3, S. 415–431, doi:10.1021/acscentsci.0c01532
- Kevin D. Moeller: Using Physical Organic Chemistry To Shape the Course of Electrochemical Reactions, Chem. Rev. 2018, 118, 9, S. 4817–4833, doi:10.1021/acs.chemrev.7b00656
- Jun-ichi Yoshida, Kazuhide Kataoka, Roberto Horcajada, Aiichiro Nagaki: Modern Strategies in Electroorganic Synthesis, Chem. Rev. 2008, 108, 7, S. 2265–2299, doi:10.1021/cr0680843